# Mario Brega
Mario Brega (* 25. März 1923 in Rom; † 23. Juli 1994 ebenda) war ein italienischer Schauspieler.

## Leben
Nach einem kurzen Debüt 1947 übernahm er ab 1958 regelmäßig und dauerhaft Rollenangebote. Der bärtige, schwergewichtige Schauspieler wurde im Italowestern regelmäßig als Nebendarsteller eingesetzt und übernahm in diesem Genre häufig Schurkenrollen. Für Regisseur Sergio Leone trat der immer sehr grimmig wirkende, aber auch der Ironie fähige Schauspieler 1964 in Für eine Handvoll Dollar (als Chico), Für ein paar Dollar mehr (1965, als Nino) und in Zwei glorreiche Halunken (1966) auf. In letzterem spielte er als sadistischer Folterknecht Wallace seine wohl bekannteste Rolle.
In späteren Jahren war Brega in kleineren Rollen in den Filmen Mein Name ist Nobody (1973) und Es war einmal in Amerika (1984) zu sehen, die von Leone produziert bzw. inszeniert wurden. Eine häufige Zusammenarbeit mit Carlo Verdone ermöglichte Brega in den 1980er Jahren einige Interpretationen, die psychologisch differenzierter angelegt waren.
In einigen Filmen trat Brega auch unter den Pseudonymen M. Braga und Richard Stuyvesant auf.

## Filmografie (Auswahl)
- 1947: La mascotte dei diavoli blu
- 1958: Il mondo dei miracoli
- 1961: Tag für Tag Verzweiflung (Giorno per giorno disperatamente)
- 1963: I mostri
- 1964: Frivole Spiele (Se permettete parliamo di donne)
- 1964: Für eine Handvoll Dollar (Per un pugno di dollari)
- 1965: Das war Buffalo Bill (Buffalo Bill, l'eroe del far west)
- 1965: Für ein paar Dollar mehr (Per qualche dollaro in più)
- 1966: Ein Engel für Satan (Un angelo per Satana)
- 1966: Ohne Dollar keinen Sarg (El precio de un hombre)
- 1966: Zwei glorreiche Halunken (Il buono, il brutto, il cattivo)
- 1967: Ein Halleluja für Django (La più grande rapina del West)
- 1967: Mehr tot als lebendig (Un minuto per pregare, un istante per morire)
- 1967: Von Mann zu Mann (Da uomo a uomo)
- 1968: Django spricht das Nachtgebet (Il suo nome gridava vendetta)
- 1968: Leichen pflastern seinen Weg (Il grande silenzio)
- 1969: Blonde Köder für den Mörder
- 1969: Django und Sartana, die tödlichen Zwei (Una lunga fila di croci)
- 1969: La taglia è tua… l’uomo l’ammazzo io
- 1970: Cannabis – Engel der Gewalt
- 1971: Unerbittlich bis ins Grab (Se t'incontro t'ammazzo)
- 1972: Decamerone – Abenteuer der Wollust (Decameron n. 2… Le altre novelle del Boccaccio…)
- 1972: Der Ritt zur Hölle (I sette del gruppo selvaggio)
- 1972: Vier fröhliche Rabauken (Sotto a chi tocca!)
- 1973: Auch die Engel essen Bohnen (Anche gli angeli mangiano fagioli)
- 1973: Mein Name ist Nobody (Il mio nome è Nessuno)
- 1974: Auch die Engel mögen’s heiß (Anche gli angeli tirano di destro)
- 1974: Der Oberst mit dem Dachschaden schlägt wieder zu (Basta con la guerra, facciamo l'amore)
- 1975: Nobody ist der Größte (Un genio, due compari, un pollo)
- 1975: Zwei irre Typen mit ihrem tollen Brummi (Simone e Matteo: Un gioco da ragazzi)
- 1976: In den Klauen der Mafia (Il conto è chiuso)
- 1977: Die Gangster-Akademie (La banda del trucido)
- 1984: Es war einmal in Amerika (Once Upon a Time in America)
- 1984: Ein bißchen verliebt (Amarsi un po')
- 1986: Die Klugscheißer (Asilo di polizia)
- 1991: Crack